# Panera (mueble)

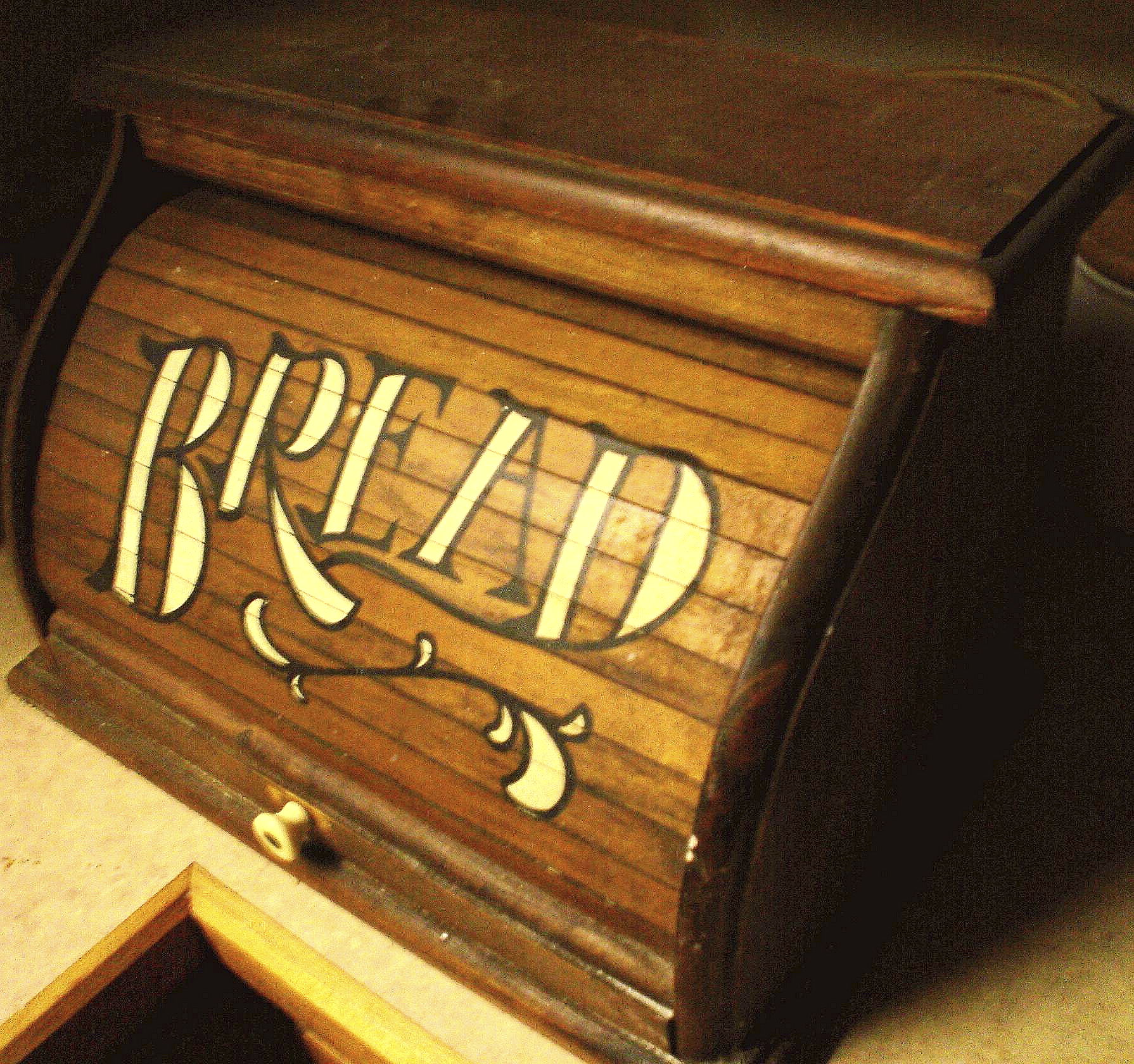
Panera en forma de armario.

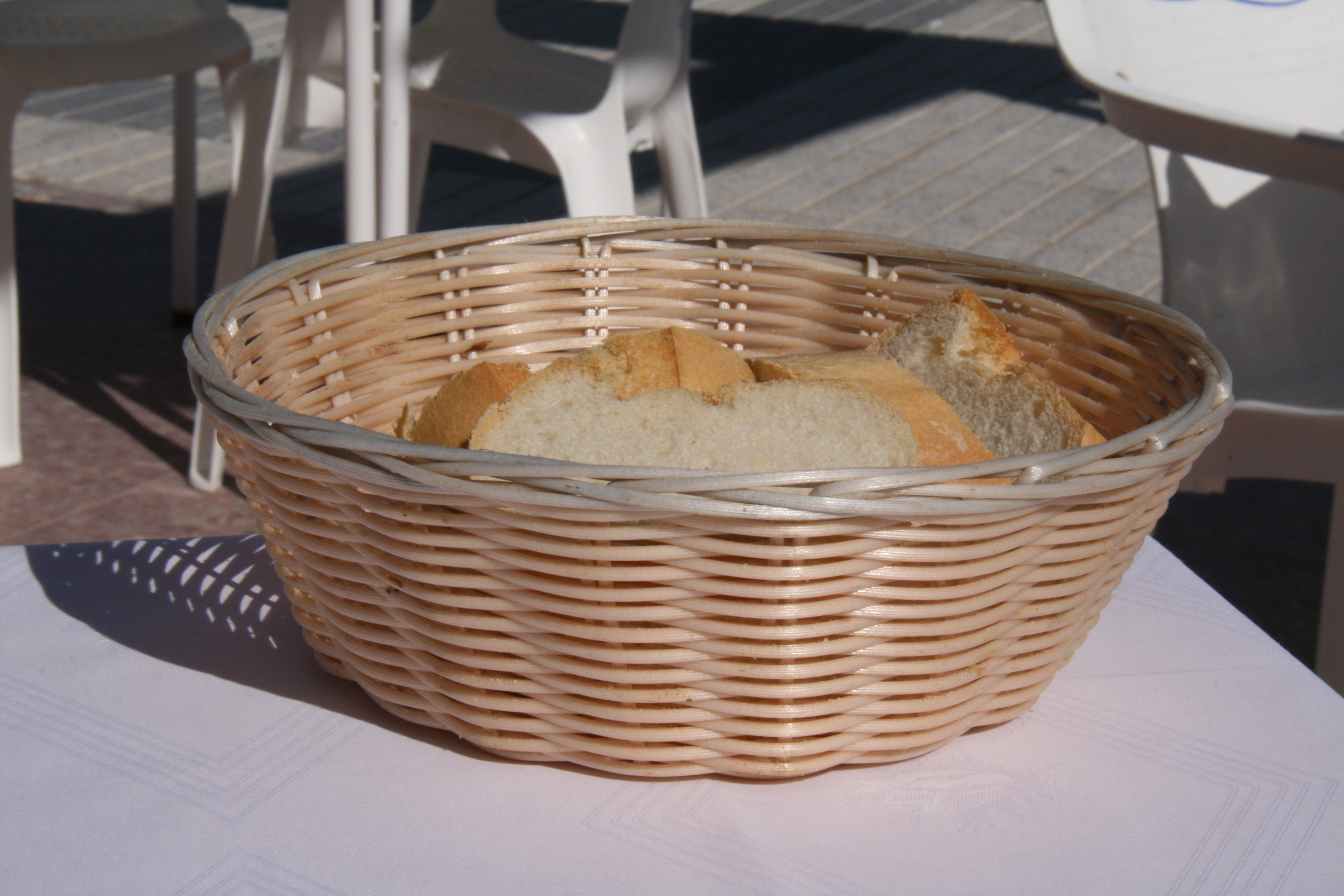
Panera en forma de cesta.

Una panera es un tipo de armario pequeño en el cual se almacenan panecillos o barras de pan para conservarlas. Caída un tanto en desuso hoy día, su importancia fue considerable la mayor parte del tiempo entre los muebles rústicos.

## Historia
Es característica de Francia de los últimos siglos y esto hasta después de la Primera Guerra Mundial, cuando el pan, que constituía el elemento principal de las comidas de entonces, se amasaba, preparaba y cocinaba por la familia, en casa o en el horno comunal. El pan a menudo no se preparaba más que una vez por semana y debía pues conservarse en las mejores condiciones.
Existían paneras sobre patas, colocadas sobre un aparador bajo o a menudo suspendidas en un soporte contra la pared, para quedar fuera del alcance de ratas y ratones. Implicaba dos o tres paneles con rejas o láminas de madera torneada, a fin de permitir la circulación del aire y la conservación de las piezas de pan.
Las paneras más bonitas y originales son las de la Provenza, que influyeron sobre las del Languedoc y las de Dauphiné. Al inicio, las paneras eran solamente una caja de madera agujereada y colocada directamente sobre la artesa. Es sólo a partir del siglo XVIII cuando los husos de madera torneada, aparecen y sustituyen a los barrotes gruesos de los paneles de madera. Sobre algunas paneras, el frontal comienza a equiparse con una puerta por la que el ama de casa podía introducir o tomar el pan.
Es en el siglo XIX cuando el arte de la panera alcanza su cénit. Se coloca sobre un soporte y se suspende de la pared, pero conservará siempre sus patas. Una cornisa aparece siempre abajo en la prolongación de las patas. Una de las características de la panera provenzal son las pequeñas columnas en madera tallada o torneada en forma de penacho, a veces, terminadas por una pieza en forma de oliva. 
Las paneras adquirieron en el estilo provenzal una gran riqueza de formas (planas o abombadas) y de decoraciones:
- esculturas de espigas de trigo, pájaros picoteando, racimos de frutas (estilo Luis XIV)
- esculturas densas y finas a base de elementos vegetales, hojas y flores (estilo florido)
- escultura en cruz o con molduras lineales terminada por bucles enrollados en forma de cuerno de carnero o de concha (estilo de Fourques)
- en otras regiones incluidas Languedoc y Dauphiné, la decoración de estas paneras es mucho más sobria o incluso inexistente.

En el mercado del arte, las paneras más buscadas son evidentemente las de Provenza, con precios variantes según su antigüedad, estructura (abombada o plana) la calidad y la densidad de la decoración, el estado de conservación, la calidad y la autenticidad de los herrajes.